# Bert McCracken
Robert Edward McCracken (født 25. februar 1982), bedre kendt som Bert McCarcKen, er forsanger i det amerikanske rockband The Used.